# Wolfgang Kapp
Pour les articles homonymes, voir Kapp.
Wolfgang Kapp, né le 24 juillet 1858 à New York et mort le 12 juin 1922 à Leipzig, est un journaliste et homme politique allemand conservateur. Il est à l'origine du putsch de Kapp en 1920.

## Ses jeunes années
Son père, Friedrich Kapp, est un homme politique admirateur de Marx et d'Hegel, élu au Reichstag au nom du Parti national-libéral et impliqué politiquement au sein de la gauche démocratique-républicaine. Banni par les Prussiens de Hamm après la révolution de mars en 1848, il émigre vers Francfort. Il s'enfuit ensuite en raison de son implication dans la rébellion de septembre. Après avoir rejoint Bruxelles, Paris puis Genève, il gagne les États-Unis en 1850, où il milite contre le colonialisme, contre l'immigration et contre l'esclavage. Wolfgang Kapp naît donc à New York en 1858, avant que ses parents ne décident de rentrer en Allemagne, à Berlin, en 1870, pendant la guerre franco-prussienne.

## Engagement politique
En 1900, Wolfgang Kapp devient conseiller au ministère de l'Agriculture prussien et, de 1906 à 1920, il est directeur général des banques de crédit agricole de l'Est prussien.
Wolfgang Kapp s'engage en politique lors de la Première Guerre mondiale et fonde en 1917 le parti de la patrie allemande ; il devient l'un des dirigeants de l'union nationale avec le général Ludendorff. Ils ont pour objectif d'installer un régime militaire conservateur. À la signature de l'armistice de 1918, il se considère comme étant victime du « coup de poignard dans le dos » et devient un des critiques les plus véhéments du traité de Versailles.
En 1919, Wolfgang Kapp est élu au Reichstag au sein du parti Nationale Vereinigung (de).

## Le putsch de Kapp
En mars 1920, le capitaine Ehrhardt, commandant de la II. Marine-Brigade, met ses six mille hommes à la disposition du général von Lüttwitz, commandant monarchiste du Reichsgruppenkommando de Berlin pour faire tomber la république de Weimar, en organisant une marche sur Berlin. La brigade occupe au matin du 13 mars 1920 les quartiers gouvernementaux, décrétant la mise en place d'un gouvernement provisoire, dont Wolfgang Kapp serait le chancelier.

## Exil et mort
Lorsque le putsch échoue le 17 mars, après une grève générale de quatre jours organisée notamment par les syndicats, le Parti communiste et le Parti social-démocrate, Kapp est forcé de s'exiler en Suède. Après deux ans d'exil, il est autorisé à retourner en Allemagne en 1922. Il meurt peu de temps après d'un cancer le 12 juin 1922 à Leipzig, avant la tenue de son procès.